# Devetkotnik
Devétkotnik ali s tujko nónagon ali eneagon (starogrško enneagōnos < starogrško εννεα: ennea - devet + starogrško γωνον: gōnos - ki ima kote < starogrško γωνία: gonia - kot) je v ravninski geometriji mnogokotnik z devetimi stranicami, devetimi oglišči in devetimi notranjimi koti.

## Splošne značilnosti
V pravilnem devetkotniku so vse stranice in koti enaki, notranji kot pa znaša 7π/9, oziroma 140 stopinj. Pravilni devetkotnik je kot vsi pravilni mnogokotniki tetivni in hkrati tangentni mnogokotnik, ter zato tudi bicentrični mnogokotnik. Vsota notranjih kotov v preprostem devetkotniku je enaka:
{\displaystyle S_{9}=(9-2)\cdot 180^{\circ }=1260^{\circ }\!\,.}
Njegov Schläflijev simbol je {9}.
Ploščina pravilnega devetkotnika z dolžino stranice {\displaystyle a\,} je:
{\displaystyle p={\frac {9}{4}}\,\operatorname {ctg} \,\left({\frac {\pi }{9}}\right)a^{2}\approx 6,181824a^{2}\!\,.}

## Konstrukcija
Pravilnega devetkotnika ne moremo skonstruirati z ravnilom in šestilom.